# Pavel Žák
Pavel Žák (* 28. srpna 1941, Rychnov nad Kněžnou) je český textař, režisér, scenárista, klavírista a skladatel.

## Život
Narodil se 28. srpna 1941 v Rychnově nad Kněžnou.
Roku 1955 odmaturoval na Vyšší pedagogické škole v Hradci Králové. Poté studoval dálkově na Akademii múzických umění v Praze a to obory harmonie a skladbu. Zde úspěšně absolvoval roku 1963, téhož roku se narodil jeho první syn Ondřej Žák. Po studiu začal působil jako učitel a metodik Ústředního domu pionýrů a mládeže Julia Fučíka v Praze. Už v této době začal spolupracovat s Jaroslavem Jakoubkem a tak vzniklo několik písní např. pro Karla Hálu, Hanu Hegerovou či Evu Olmerovou. V letech 1964–1968 studoval dálkově na Univerzitě Karlově.
Byl dramaturgem a zvukovým režisérem na Světové výstavě 1967 v Montrealu a autorem, hudebním režisérem a scenáristou několika pořadů Československého rozhlasu jako Radionokturno, Houpačka, Koncert Mikrofóra, Junior 30, Top twenty, 60 pro 20, Radioburza, Sonda X, Kotouče slávy, Junior večerník, Vysíláme za dobrou práci a pro radost. Uplatnil se také v literárně-dramatické a hudební redakci pořadů pro děti a mládež v Československé televizi.

## Dílo
Na svém kontě má od roku 1963 dle svých slov přes 1300 písňových textů. Jako textař spolupracoval s mnoha hudebními autory, např. Karlem Vágnerem, Zdeňkem Mertou, Alešem Sigmundem, Zdeňkem Maratem, Vítězslavem Hádlem a mnoha dalšími. Psal texty především pro Hanu Zagorovou, Petra Rezka, dvojici Hložek-Kotvald a Karla Černocha. U některých skladeb je rovněž autorem hudby, sám žánr označuje jako pop-šanson. Hudbu psal i pro televizní filmy a inscenace.
Je autorem básnických sbírek pro děti i dospělé Žákajda a Kalamajky.

## Významné písňové texty
(u skladeb označených * je zároveň autorem hudby)
- Hana Zagorová: Asi, asi; Diskohrátky; Duhová víla; Džínovej kluk; Hej, mistře basů; Kapky; Kdyby se vrátil čas*; Kočičí píseň; Maluj zase obrázky*; Nápad; Polibek; Povídej si se mnou, abych neplakala*; Proč nejsi větší; Sloky trochu smutné lásky*; Spěchám; Ta pusa je tvá; Já chtěla jsem ti báseň psát, Lásko kolem nás, Banjamin,Náskok, Počítadlo lásky, Usnul nám, spí; Zima, zima, zima, zima*; Žízeň po životě*
- Petr Rezek: Asi, asi; Budíky; Jsi; Duhová víla; Když je klukům patnáct let; Kluci jsou páni; Loučení; Modrá zem; Nejkrásnější déšť; Obyčejnej kluk*; Přátelství*; Ta pusa je tvá
- Stanislav Hložek & Petr Kotvald: Dva = jedné; Holky z naší školky; Láska očima; Malá; Polibek; Trápení
- Karel Černoch: Docela obyčejná píseň*; Ona se brání; Páteční*; Píseň o mé zemi*; Popelky; Večerníček; Zrcadlo
- Petra Černocká: Milionář; Náklaďák; Píseň na pět řádků; Pouštím po vodě proutí; Střevíčky v rose
- Hana Hegerová: Bože můj, já chci zpět; Buďto ty anebo já; Co mi dáš; Rýmování o životě
- Helena Vondráčková: Jsem stále stejná; Léto je léto; Přátelé*; Sblížení; To je štěstí
- Jitka Molavcová: Co mi dáš; Teď hádej
- Martha a Tena: Ať se múzy poperou; Táto, pojď si hrát; Dvě plus jeden
- Jitka Zelenková: Má lásko, měj sen; Orel
- Marie Rottrová: Ať ty tóny letí dál; Štěstí
- Petra Janů: Detektiv
- Lenka Filipová: Favorit
- Antonín Gondolán: Příběh lásky
- Valerie Čižmárová: Slova kolem nás
- Josef Laufer: Město plné přítelkyň

## Ocenění
- Zlatá Bratislavská lyra za píseň Píseň o mé zemi (1969), zpěv Karel Černoch
- Stříbrná Bratislavská lyra za píseň Docela obyčejná píseň (1968), zpěv Karel Černoch
- Děčínská kotva
- Zlatý palcát
- Medaile Za Zásluhy I. stupně za přínos v oblasti kultury a umění (2021)